# Александровський (Куюргазинський район)
Алекса́ндровський (рос. Александровский, башк. Александров) — хутір у складі Куюргазинського району Башкортостану, Росія. Входить до складу Крівле-Ілюшкинської сільської ради.
Населення — 3 особи (2010; 7 в 2002).
Національний склад:
- росіяни — 72%